# جيسيكا كيبر
جيسيكا ميشيل كيبر (بالإنجليزية: Jessica Kiper)‏ (ولدت في 22 فبراير 1979) ممثلة ومغنية أمريكية.

## روابط خارجية
- جيسيكا كيبر على موقع IMDb (الإنجليزية)
- جيسيكا كيبر على موقع قاعدة بيانات الفيلم (الإنجليزية)